# Бамян (град)
Бамян е град, административен център на провинция Бамян, Афганистан. Населението на града през 2005 година е 61 863 души.